# Konventionen om minimiålder (icke-industriellt arbete)
Konventionen om minimiålder (icke-industriellt arbete) (ILO:s konvention nr 33 angående minimiålder (icke-industriellt arbete), Convention concerning the Age for Admission of Children to Non-Industrial Employment) är en konvention som antogs av Internationella arbetsorganisationen (ILO) den 30 april 1932 i Genève. Konventionen slår fast ett antal regler om minimiålder för icke-industriella arbeten. Den gör bland annat gällande att minimiåldern för lönearbete är 14 år, med vissa undantag. Konventionen består av 16 artiklar.

## Ratificering
Konventionen har ratificerats av 25 stater, varav 23 har sagt upp den i efterhand.